# نهر مامنغوابي
نهر مامنغوابي هو نهر في ولاية بارايبا، شمال شرق البرازيل، جزء من حوض النهر يقع في 4,052 هكتار (10,010 أكر) في محمية غواريباس البيولوجية، وهي وحدة محمية بالكامل تم إنشائها في عام 1990.